# Matenrō Opera
Matenrō Opera (jap. 摩天楼オペラ; dosł. „Drapacz chmur Opera”) – japoński rockowy zespół visual kei. Zespół powstał w październiku 2006 roku, założony przez Sono i Yū, byłych członków zespołu Jeniva. Wkrótce dołączyli do nich Yō (ex-GRAVE SEED), Karen (ex-Masterpiece) i Mika (ex-ANCIENT MITH). Swój pierwszy singel „Alkaloid Showcase” wydali 4 maja 2007 roku, tego samego dnia co ich pierwszy koncert.
Pod koniec 2007 roku, keyboardzistka Karen i gitarzysta Mika odeszli z zespołu i zostali zastąpieni odpowiednio przez Ayame (ex-Ry:dia) i Anzi (ex-Masterpiece).
W 2008 roku, po wstąpieniu do wytwórni Sherow Artist Society, pojawił się nowy singiel zespołu Ruri iro de egaku niji (jap. 瑠璃色で描く虹). Matenrō Opera odbyła tournée po Europie z zespołem Verailles od końca marca do początku kwietnia 2008 r. Pod koniec 2009 r. Matenrō Opera odbyła wspólne krajowe tournée po Japonii z DELUHI.

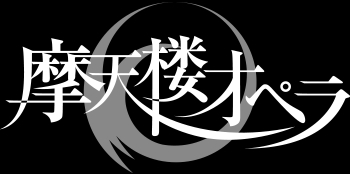
Logo Matenrō Opera

## Skład grupy

### Obecni członkowie
- Sono (jap. 苑) – wokal
- Ayame (jap. 彩雨) – klawisze
- Yō (jap. 燿) – gitara basowa
- Yū (jap. 悠) – perkusja

### Byli członkowie
- Anzi – gitara
- Karen (jap. 华莲) – klawisze
- Mika (jap. 未伽) – gitara

## Dyskografia

### Albumy & EPs
- GILIA (EP; 14 maja 2008)
- ANOMIE (24 czerwca 2009)
- COUPLING COLLECTION 08-09 (28 października 2009)
- INDIES BEST COLLECTION (24 listopada 2010)
- Abyss (EP; 22 grudnia 2010)
- Justice (7 marca 2012)
- Kassai to gekijō no GLORIA (jap. 喝采と激情のグロリア Kassai to gekijō no Guroria) (6 marca 2013)
- Avalon (3 września 2014)
- Chikyū (jap. 地球) (20 stycznia 2016)

### Single
- alkaloid showcase (4 maja 2007)
- Sara (30 października 2007; do kupienia jedynie na koncercie)
- Ruri iro de egaku niji (jap. 瑠璃色で描く虹; 5 marca 2008)
- Spectacular (24 września 2008)
- LAST SCENE (17 grudnia 2008)
- acedia (25 marca 2009)
- Eternal Symphony (23 lipca 2009)
- Murder Scope (16 grudnia 2009)
- R (24 lutego 2010; do kupienia jedynie na koncercie)
- Genesis/R (17 maja 2010)
- Helios (6 lipca 2011)[3]
- Otoshiana no soko wa konna sekai (jap. 落とし穴の底はこんな世界) (19 października 2011)
- GLORIA (3 października 2012)
- Innovational Symphonia (5 grudnia 2012)
- Orb (4 grudnia 2013)
- Tonari ni suwaru taiyō (jap. 隣に座る太陽) (23 lipca 2014)
- Chimeishō (jap. 致命傷) (29 października 2014)
- ether (8 kwietnia 2015)
- Kimi to miru kaze no yukue (jap. 君と見る風の行方) (digital single, 18 czerwca 2015; cyfrowy)
- Aoku tōmeina kono shinpi no umi e (jap. 青く透明なこの神秘の海へ) (digital single, 20 lipca 2015; cyfrowy)
- Tataeyō hahanaru chi de (jap. 讃えよう 母なる地で) (digital single, 21 sierpnia 2015)
- BURNING SOUL (21 października 2015)
- SHINE ON (23 grudnia 2016)

### DVD
- DAWN OF ANOMIE in Akasaka BLITZ (26 listopada 2009)
- Emergence from COCOON ~Tour Final Live Film~ „Birth of Genesis” (1 września 2010)
- Emergence from Cocoon -Tour Document Film- (1 września 2010)
- -1214- at Shibuya AX (3 marca 2011)
- GLORIA TOUR -GRAND FINALE- LIVE FILM in Zepp Tokyo (Regular Edition) (4 września 2012)
- GLORIA TOUR -GRAND FINALE- LIVE FILM in Zepp Tokyo (Limited Edition) (4 września 2013)